# Тумба (мебель)
Ту́мба (ит. tumba, от греч. tymbos земляное возвышение над могилою), тумбочка, по определению ГОСТа — мебельное изделие с корпусом, имеющим в плане прямоугольную, круглую, полукруглую, овальную форму или форму многоугольника, с выдвижными ящиками или без них, фасады которого полностью или частично закрыты лицевыми стенками этих ящиков и глухими, остекленными или полностью стеклянными дверями, а также с корпусом с открытыми полками, не имеющим дверей, предназначенное для хранения и (или) демонстрации различных вещей и предметов, высота которого не превышает уровня середины груди человека среднего роста. В словаре русского языка тумбочка определяется как «небольшой, невысокий шкафчик».

## Виды тумб

### Комоды
Комод — тумба с несколькими выдвижными ящиками, преимущественно расположенными один над другим.